# La Gaude
La Gaude ist eine französische Gemeinde mit 7194 Einwohnern (Stand: 1. Januar 2022) im Département Alpes-Maritimes der Region Provence-Alpes-Côte d’Azur. Die Gemeinde gehört zum Arrondissement Grasse, zum Kanton Cagnes-sur-Mer-2 und zur Métropole Nice Côte d’Azur. Die Einwohner werden als Gaudois bezeichnet.

## Geografie
La Gaude liegt zwischen den Flüssen Var und Cagne. La Gaude wird umgeben von den Nachbargemeinden Saint-Jeannet im Norden, Nizza im Osten, Cagnes-sur-Mer im Süden und Vence im Westen.

## Geschichte
Im Süden der Gemeinde wurde ein römischer Sarkophag gefunden. 1075 wird erstmals der Ort La Gauda erwähnt.

## Bevölkerungsentwicklung
| 1962                       | 1968 | 1975 | 1982 | 1990 | 1999 | 2006 | 2018 |
| -------------------------- | ---- | ---- | ---- | ---- | ---- | ---- | ---- |
| 1072                       | 1631 | 2309 | 3097 | 4951 | 6170 | 6608 | 6816 |
| Quellen: Cassini und INSEE |      |      |      |      |      |      |      |

## Sehenswürdigkeiten

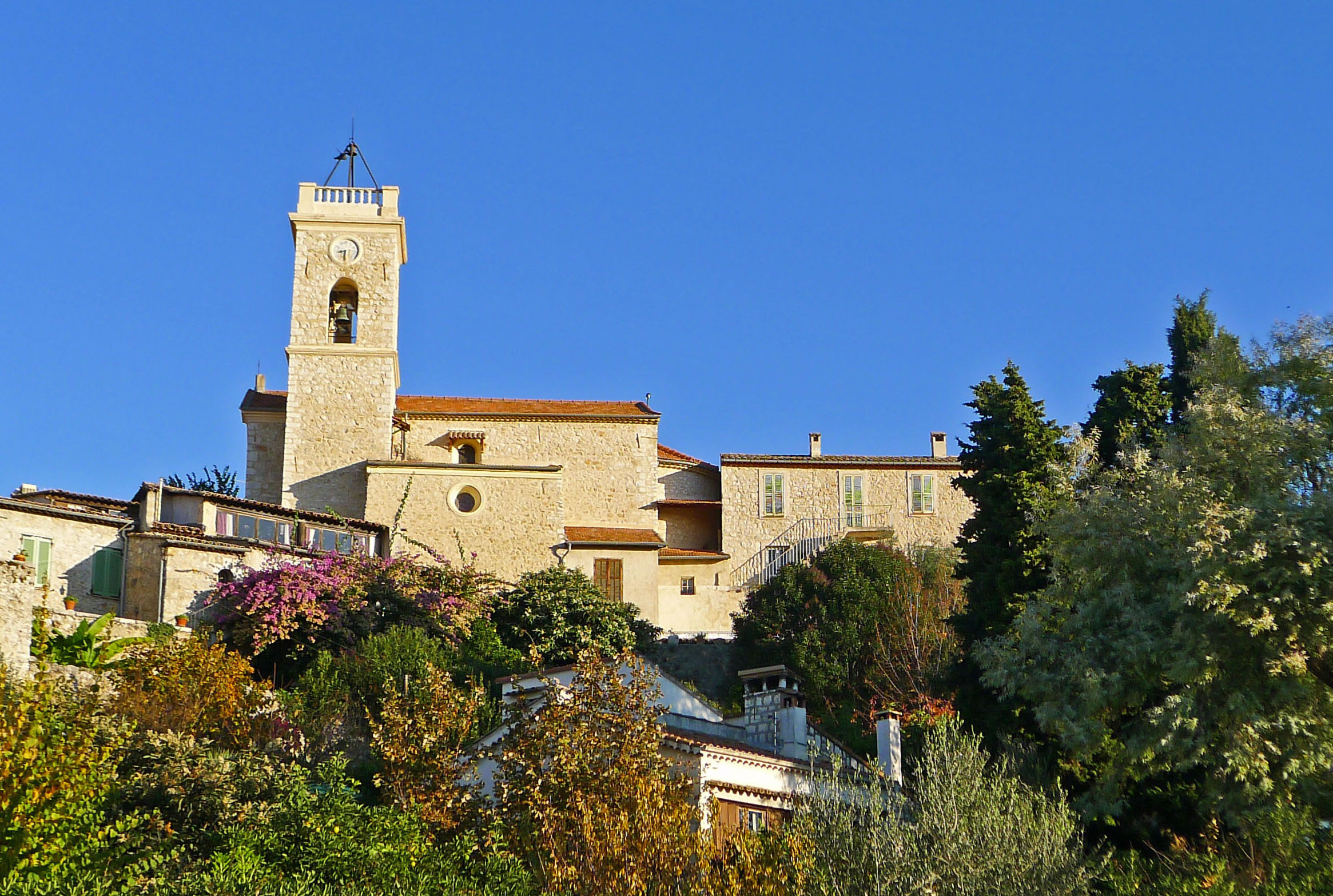
Kirche von La Gaude

- Kirche und Kapelle Saint-Ange
- Aurelia-Sarkophag
- La Coupole, Kino

## Gemeindepartnerschaft
Seit 2002 besteht eine Partnerschaft mit der italienischen Gemeinde Capannori in der Provinz Lucca (Toskana).

## Wirtschaft
1962 errichtete IBM hier das « Centre d’études et recherches IBM ».

## Persönlichkeiten
- Denys Amiel (1884–1977), Schriftsteller und Dramatiker